# Rott (Roetgen)
Rott ist der zweitgrößte Ortsteil der Gemeinde Roetgen in der Städteregion Aachen in Nordrhein-Westfalen und liegt zwischen Alt-Roetgen und Roetgen-Mulartshütte an der L 238. Östlich von Rott fließt der Lensbach, welcher nördlich des Ortes in den westlich an Rott vorbeifließenden Vichtbach mündet. Die Bachauen um „Vichtbachtal mit Grölis-, Schlee- und Lensbach“ sind als Naturschutzgebiet ausgewiesen.

## Geschichte
Das Gebiet um Rott gelangte 1815 an Preußen; 1816 schlossen sich die selbstständigen Gemeinden Roetgen und Rott zu einer Bürgermeisterei zusammen. 1934 bildeten Roetgen, Rott und Zweifall mit Mulartshütte das Amt Roetgen und schlossen sich am 1. Juli 1969 freiwillig zu einer Gemeinde zusammen.
Rott gehörte zum aufgelösten Kreis Monschau und dieser zum ebenfalls aufgelösten Regierungsbezirk Aachen, siehe Aachen-Gesetz.

## Infrastruktur

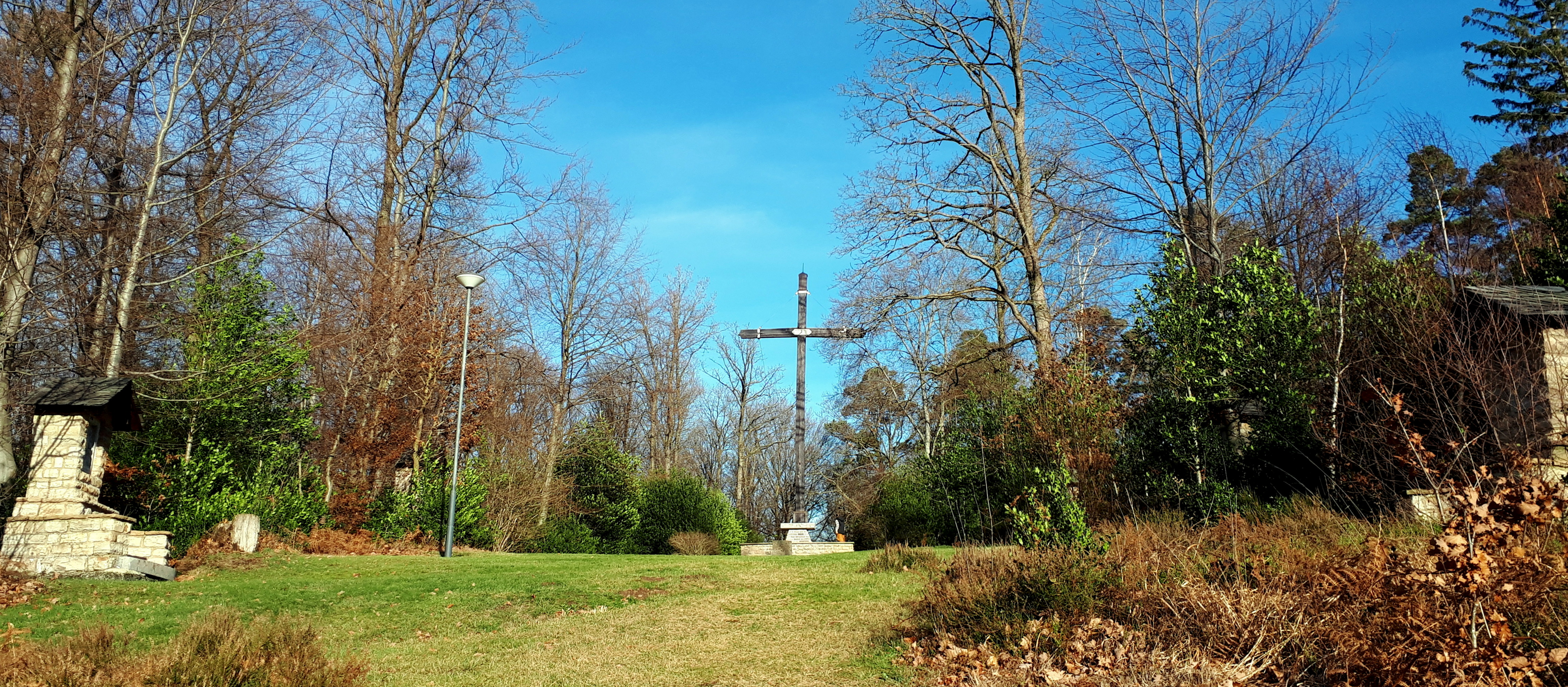
Kreuzwegstation Giersberg

In Rott befindet sich ein Kindergarten der Städteregion Aachen. 1902 wurde die Freiwillige Feuerwehr Roetgen/Rott gebildet.
Am Vichtbach unterhalb des Ortes befindet sich der Jugendzeltplatz Rotterdell, der von der Deutschen Pfadfinderschaft Sankt Georg (DPSG) betreut wird. Im Lensbachtal verläuft der vom Tal ansteigende Kreuzweg auf dem Giersberg mit dem Friedenskreuz und der Giersbergkapelle, der 1952 als Dank dafür errichtet worden war, dass Rott unversehrt den Zweiten Weltkrieg überstanden hat. Ende 2015 wurde die Kreuzweganlage unter Denkmalschutz gestellt.

## Verkehr
Die AVV-Buslinien 46 und 61 der ASEAG verbinden Rott mit Roetgen, Aachen und Stolberg. Zudem fährt der Netliner. Zusätzlich verkehren an Schultagen einzelne Fahrten der Linie SB63. In den Nächten vor Samstagen sowie Sonn- und Feiertagen sorgt die Nachtbuslinie N60 für Verbindungen aus Richtung Aachen.
| Linie            | Verlauf |
| ---------------- | --- |
| 46               | Aachen Bushof – Bf Rothe Erde – Tierpark – Forster Linde – Lintert – Hitfeld – Oberforstbach – Schleckheim – Nütheim – Walheim – Hahn – Venwegen Abzweigung – Breinig Entengasse –Mulartshütte – Rott – Dreilägerbachtalsperre – Roetgen Post |
| 61               | Stolberg Mühlener Bf – Stolberg Altstadt – Binsfeldhammer – Bernardshammer – Breinigerberg – Breinig – Venwegen Abzweigung – Rott Königsberger Straße – Rott – Dreilägerbachtalsperre – Roetgen Post |
| SB63             | Schnellbus: Aachen Bushof – Elisenbrunnen – Misereor – Aachen Hbf – Marienhospital – Burtscheid – Oberforstbach Gewerbegebiet – (Rott –) Roetgen – Lammersdorf – (Paustenbach – Bickerath) / (Rollesbroich – Strauch Am Roßbach –) Simmerath |
| N60              | Während der Sperrung der B258 kann der Nachtexpress in Konzen nur die Haltestellen Konzen Bf. und Breitestr. bedienen. Aus Zeitgründen kann Imgenbroich nicht bedienen. Nachtexpress: nur in den Nächten vor Samstagen sowie Sonn- und Feiertagen Aachen Hauptbahnhof → Elisenbrunnen → Aachen Bushof → Kaiserplatz → Josefskirche → Bf Rothe Erde → Forst → Brand → Kornelimünster → Walheim → Hahn → Rott → Roetgen → Lammersdorf → Rollesbroich → Witzerath → Simmerath → Strauch Am Roßbach → Kesternich → Am Gericht → Konzen Breitestr. → Konzen Bf. → Roetgen → Friesenrath → Walheim |
| NetLiner Roetgen | NetLiner: Fährt 30 min. nach der Buchung. Fährt Mo–Fr von 8–11:30 Uhr und von 15–20 Uhr. Bedient: Roetgen, Rott und Mulartshütte |